# Brendan Murray
Brendan Murray (ur. 16 listopada 1996 w Galway) – irlandzki piosenkarz.
Wokalista boys bandu HomeTown w latach 2014–2016, od 2016 artysta solowy. Reprezentant Irlandii w 62. Konkursie Piosenki Eurowizji (2017).

## Życiorys
Mając 13 lat, samodzielnie nauczył się gry na gitarze, potem podjął profesjonalne lekcje wokalne. W wieku 16 lat porzucił szkołę, by realizować się muzycznie. Brał udział w konkursach i przeglądach muzycznych.
W 2014 został jednym z wokalistów boys bandu HomeTown, którego mentorem został Louis Walsh. 28 listopada ukazał się ich pierwszy singiel „Where I Belong”, a 27 marca 2015 – drugi „Cry for Help”. Oba dotarły do pierwszego miejsca krajowej listy przebojów. 23 października wydali trzeci singiel „The Night We Met”, który został napisany przez Liama Payne’a z zespołu One Direction oraz Jamiego Scotta. 20 listopada ukazała się debiutancka płyta studyjna boys bandu, zatytułowana po prostu HomeTown, która zadebiutowała na czwartym miejscu najczęściej kupowanych płyt w Irlandii. Czwartym i ostatnim singlem z płyty została piosenka „Roses”.  W grudniu 2016 zespół ogłosił zawieszenie działalności, a Murray rozpoczął karierę solową.
W połowie grudnia 2016 ogłoszono, że będzie reprezentował Irlandię w 62. Konkursie Piosenki Eurowizji organizowanym w Kijowie w maju 2017. Jego konkursową propozycją został utwór „Dying to Try”. 11 maja wystąpił w pierwszym półfinale konkursu i zajął 13. miejsce, przez co nie awansował do finału.

## Dyskografia
Albumy studyjne
- HomeTown (2015)